# Halicyclops laciniatus
Halicyclops laciniatus – gatunek widłonoga z rodziny Halicyclopidae. Opisał go w 1987 roku niemiecki zoolog Hans-Volkmar Herbst. Miejsce typowe to Kendal Fort w parafii Christ Church na Barbadosie.